# آویشن آزوربه
آویشن آزوربه گونه‌ای آویشن است به شکل بوته‌ای با ساقه‌های خیزان و بسیار منشعب و شاخه‌های گل‌دهنده به طول ۸ تا ۱۸ سانتی‌متر و در زیر گل‌آذین پوشیده از کرک‌های نسبتاً کوتاه و خمیده و برگ‌های تخم‌مرغی یا تخم‌مرغی‌ـ سه‌گوش به طول ۸ تا ۱۴ و به عرض ۴ تا ۷ میلی‌متر و با کرک‌های مژه‌ای پراکنده در قاعده و رگبرگ‌های برجسته و ضخیم و کاسهٔ گل استکانی باریک با دندانه‌های زبرین و مژه‌دار در حاشیه و جام گل سفید.
نام‌های علمی آن عبارتند از: Thymus kotschyanus, Thymus eriophorus, Thymus hyrcanus, Thymus arthroclados